# Reimund Kasper (Künstler)

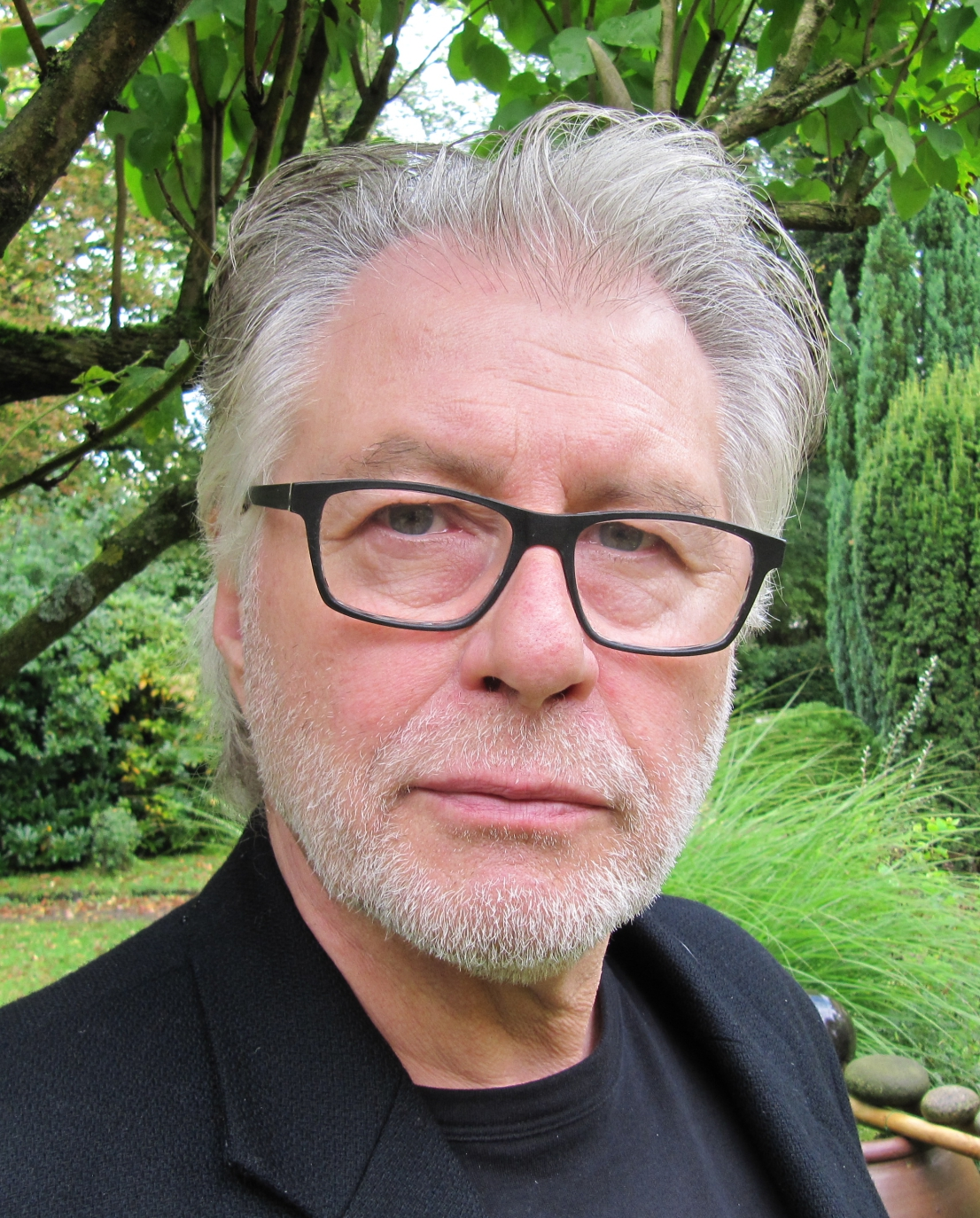
Reimund Kasper

Reimund J. Kasper (* 1947 in Werne, Nordrhein-Westfalen) ist ein deutscher Künstler. Er befasst sich mit der Malerei, Druckgrafik, Bildhauerei, Illustration und Landschaftsplanung.

## Leben
Nach einer Handwerkerlehre und dem Fachabitur führten Studienaufenthalte Kasper nach Karlsruhe und Berlin. Er studierte von 1971 bis 1977 an der Fachhochschule Münster Malerei, Grafik, Bildhauerei, Architektur, Kunstwissenschaft und Soziologie. Als diplomierter Designer war er von 1977 bis 1998 als Kulturmacher für die Stadt Kamen tätig und gründete 1977 eine der ersten kommunalen Galerien in Deutschland, deren Leiter er bis 2010 war. In seiner Galeristentätigkeit veranstaltete er ca. 250 Ausstellungen mit Künstlern aus Europa. Von 1980 bis 1998 bildete er Lehrlinge im Bereich Grafikdesign aus. Ab 1998 leitete er bis 2010 den Fachbereich Kultur der Stadt Kamen. Seit 1980 ist Kasper als Dozent für Malerei, Grafik, Ergonomie, Gestaltung im urbanen Raum, Architektur und Landschaftsplanung und als Künstler tätig. Seit 1984 ist er Mitglied im Berufsverband Bildender Künstler. Im Jahr 1999 erfolgte die Gründung des Kunsthauses Kasper in einer denkmalgeschützten Jugendstilvilla in Kamen als Atelier, Werkstatt und Produzentengalerie. 2001 gründete er die Künstlergruppe REFLEX – Zusammenschluss freier Künstler in NRW. Seit 2002 ist Kasper der Gründer, Veranstalter und Teilnehmer der internationalen Kunstmesse ART KAMEN, die 2018 zum 10. Mal in der Kamener Stadthalle stattfand. Er ist ein Gründungsmitglied der Künstlergruppe UNWETTER, die sich 2018 formiert hat.

## Werk
Kaspers künstlerisches Schaffen wird von der dynamischen Geste bestimmt. Der kraftvolle Farbduktus auf der Leinwand ist zu einem Charakteristikum seiner Malerei geworden. Kasper stellt seine Arbeiten seit 1980 in Einzel- und Gruppenausstellungen und auf Kunstmessen aus. Das Gesamtwerk wird über Jahrzehnte von experimentellen Einschüben beeinflusst. Die Verbindung von verschiedenen Materialien, v. a. in der plastischen Arbeit, ist für den Künstler bezeichnend. Kaspers Werke befinden sich in privaten und öffentlichen Sammlungen.

### Denkmal zum 50. Jahrestag des Staates Israel
Aus Anlass des 50-jährigen Bestehens des Staates Israel im Jahr 1998 hat Kasper ein umfangreiches völkerverbindendes Kunstwerk geschaffen. Auf 50 Holztafeln stellt der Künstler menschliche Figurationen dar, die israelisches Leben, israelische Kultur und israelische Geschichte auf den Körperflächen in freier Formsprache zum Ausdruck bringen. Das Kunstwerk steht heute als Mahnmal in der Ben-Gurion-Universität im Negev in Eilat.

### Alchemie der Kunst, Schmelztiegel der Künste
Kasper erarbeitete für die Ausstellung „Alchemie der Kunst, Schmelztiegel der Künste“ in der Thomä-Kirche in Soest großformatige Bilder zum Thema „Liebe, Lust und Leidenschaft“, die die Komplexität des menschlichen Lebens widerspiegeln.

### Lüner Hansetuch
Das „Lüner Hansetuch“ ist ein internationales Kunstprojekt im Geist der Hanse und eine einzigartige Sammlung von Hansegemälden aus 34 Hansestädten und Hansekontoren in 13 Nationen, welches vom Förderverein für Kunst und Kultur Lünen e. V. finanziert worden ist. Kasper ist seit 2016 mit seinem Werk „Eine bewegende Welt im Wandel der Zeiten“ in der Sammlung vertreten. Die Arbeit zeigt die Entwicklung der Hansestadt Kamen vom Mittelalter bis zur Moderne.

### Goya ruft die Geister
Kasper interpretiert im Rahmen des Projekts „Goya ruft die Geister“ der Künstlergruppe UNWETTER Werke des spanischen Malers Francisco de Goya (1746–1828), welcher zu den wichtigsten Wegbereitern der europäischen Moderne zählt. Goya war Auftragsmaler am spanischen Hof, avancierte aber zum Freidenker und Ankläger seiner Zeit. Die Strahlkraft der Werke Goyas reicht bis in die heutige Zeit und veranlasst die Mitglieder der Gruppe UNWETTER (Alfred Gockel, Wernfried Hübschmann, Reimund Kasper und Joey Schmidt-Muller) den zeitlosen Themen Goyas einen neuen Geist einzuhauchen.

## Kunstprojekte (Auswahl)
- 1989 Grafikmappe „Menschen“, Theater Münster
- 1994 „Signale“, Aktion gegen Fremdenfeindlichkeit mit dem Land NRW
- 1995 Grafikkalender für die Stadt Dortmund
- 1995 Preisträger der „Grafik Biennale“, Goethe-Institut, São Paulo/Brasilien
- 1998 50-teiliges Denkmal zum 50sten Jahrestag des Staates Israel, Kamen/Eilat
- 2001 Serie „Menschen“ aus 18 Stahlplastiken/Kamen
- 2004 Projekt „Wassergrab“, KunstQuadrate. Essen/Zeche Zollverein
- 2005 Projekt „Landschaft am Beispiel der Renaissance“, KunstQuadrate 05/Zeche Zollverein, Preisträger
- 2006 Projekt „Hl. Margarete“, Margaretenkirche Methler
- 2007 Projekt „Raum und Farbe“ Rietberger Möbelwerke, Riedberg
- 2008 Projekt „mit Haut und Haaren“, Synagoge Polch/Koblenz
- 2008–2010 Kulturprojekt: Kunst und Musik I-III, Stadt Kamen/Kreis Unna/Dortmund
- 2009 Projekt „Fabelwesen“ Lauenburg/Kamen
- 2010 Aktion zur Atomkatastrophe in Japan im Künstlerhaus Lauenburg/Hamburg
- 2012 Tschernobyl: Menschen-Orte-Solidarität, Kunstwerk für die Geschichtswerkstatt in Charkow/Ukraine
- 2015 Arbeitsaufenthalt in Florida/USA, Studien in den Everglades
- 2016 Projekt „Zirkuslust. Festival der Träume“, Avant Art, Lüdinghausen
- 2016 „Lüner Hansetuch“, internationales Kunstprojekt mit Künstlern aus 13 Nationen, Gewinner des Wettbewerbs
- 2016 Projekt „Alchemie der Kunst, Schmelztiegel der Künste“, St.-Thomä-Kirche/Soest
- 2017 Grafikmappe „Luther. 500 Jahre Reformation. Künstler illustrieren Luther-Zitate“, Kultur Kreis Kamen/REFLEX
- 2017 Retrospektive „Im Laufe der Zeit“ im Haus der Kamener Stadtgeschichte
- 2018 Projekt „Die Erschießung der Aufständischen“. Hommage à Francisco de Goya
- 2019 Projekt „Goya ruft die Geister“, Künstlergruppe UNWETTER

## Werke im öffentlichen Raum (Auswahl)
- 1989 Mahnmal für die Kamener Synagoge, Kamen
- 1990 Stahlplastik, RAG, Essen
- 1991 Skulptur „Kreuzigung“, kath. Kindergarten, Werne
- 1992 Relief, Bürgerzentrum, Kamen
- 1999 Großplastik „Strukturwandel“ im Rahmen des iba-Finales, Kamen
- 2002 Stahlplastik, Fürstenhofschule, Werne
- 2006 Bronzeplastik „Einhorn“, Heeren
- 2013 Neugestaltung der Magdalenenkapelle, Kamen
- 2019 Europa-Plastik, Kamen

## Ausstellungen (Auswahl)
- 1984 Staatsgalerie Yokohama/Japan
- 1985 Metropolitan Museum Tokio/Japan
- 1986 Exponata '86, Universität & Theater Münster
- 1988 Goethe-Institut São Paulo/Brasilien
- 1988 Galerie Oeresund Helsingborg/Schweden
- 1989 Galerie Torhaus, Dortmund
- 1989 Universität Michigan/USA
- 1987 Museum Kalmar/Schweden
- 1992/93 Deutsch-italienische Ausstellungstournee:
  - Liesborn, Potsdam, Napoli, Palermo
- 1994 Museum Riga/Lettland
- 1995 Museum Breuer, Zwickau
- 1996 Euro-Centrum, Köln
- 1997 Rathaus-Galerie, Dortmund
- 1996 Museum Abtei Liesborn, Liesborn
- 1996 Museum Ostwall, Dortmund
- 2001 Technopark Holland, Bochum
- 2002–2018 Internationale Kunstmesse Art Kamen
- 2003 Kulturprojekt Türkei – Deutschland von Radio Kaktus Münster
- 2004 u. 2005 Zeche Zollverein, Essen
- 2007 KunstRaumHamm, Projekt „Zeitzeichen“
- 2009 Gerhart-Hauptmann-Haus, Düsseldorf
- 2010 Künstlerhaus Lauenburg, Lauenburg
- 2013 Big Gallery BBK, Dortmund
- 2014 Internationale Kunstmesse Art Endingen, Endingen
- 2015 Internationale Kunstmesse art expo.nrw in Hamm
- 2015 Heinrich-Lübke-Museum, Hamm
- 2015 Big Gallery BBK, Dortmund
- 2017 Haus der Kamener Stadtgeschichte, Kamen
- 2017/18 Kunstmesse Art Lingen

## Kunstseminare (Auswahl)
- 1985–1990 Akademie am Meer, Klappholttal/Sylt
- 1989 Interlaken/Schweiz
- 1989 Ängelholm/Schweden
- 1992 The Rye Arts Center, Rye/England
- 1994–1996 & 2014 Burg Beeskow, Dokumentationszentrum Kunst der DDR, Brandenburg
- 2007/08 Schloss Bleckede, Niedersachsen
- 2010–2019 Künstlerhaus Lauenburg, Schleswig-Holstein

## Publikationen (Auswahl)
- 1992 Katalog Kunst aus Li Pa Na Po, Kunstagentur DiSa
- 1996 Katalog 40 Jahre Dortmunder Gruppe, Dortmund
- 1998 Katalog Dortmunder Künstlerverzeichnis, Stadt Dortmund
- 2010 Katalog Kunst und Musik, Stadt Kamen
- 2013 Katalog Mit Ohne Alles, BBK Ruhrgebiet e.V.
- 2014 Katalog ART KAMEN, Kunsthaus Kasper
- 2015 Katalog frei, Künstlergruppe REFLEX
- 2016 Katalog Zirkuslust. Festival der Träume, Avant Art Verlags- und Handelsgesellschaft
- 2016 Katalog Fünfzehn Jahre REFLEX, Künstlergruppe REFLEX
- 2016 Katalog ART KAMEN, Kunsthaus Kasper
- 2017 Katalog ART LINGEN, Atelierspuren
- 2017 Katalog Das Lüner Hansetuch, Förderverein für Kunst und Kultur Lünen e.V.
- 2017 Katalog Im Laufe der Zeit, Kunsthaus Kasper
- 2018 Katalog „Die Erschießung der Aufständischen“. Hommage à Francisco de Goya, Künstlergruppe REFLEX
- 2018 Katalog ART KAMEN, Kunsthaus Kasper
- 2018 Katalog ART LINGEN, Atelierspuren
- 2019 Katalog Goya ruft die Geister, Künstlergruppe UNWETTER